# 伊美区
伊美区是中华人民共和国黑龙江省伊春市下辖的一个市辖区。區人民政府駐旭日街道新興中路86號。
伊美区成立于2019年。当年伊春市行政区划大调整，撤销15个市辖区，以乌马河区部分区域和原伊春区、美溪区区域设立伊美区。

## 行政区划
伊美区下辖2个镇和6个街道：
朝阳街道、前进街道、红升街道、旭日街道、新欣街道、南郡街道、东升镇、美溪镇和美溪林业局。

## 人口
根據第七次人口普查數據，截至2020年11月1日零時，伊美區常住人口為173320人。